# Arthur Ruppin

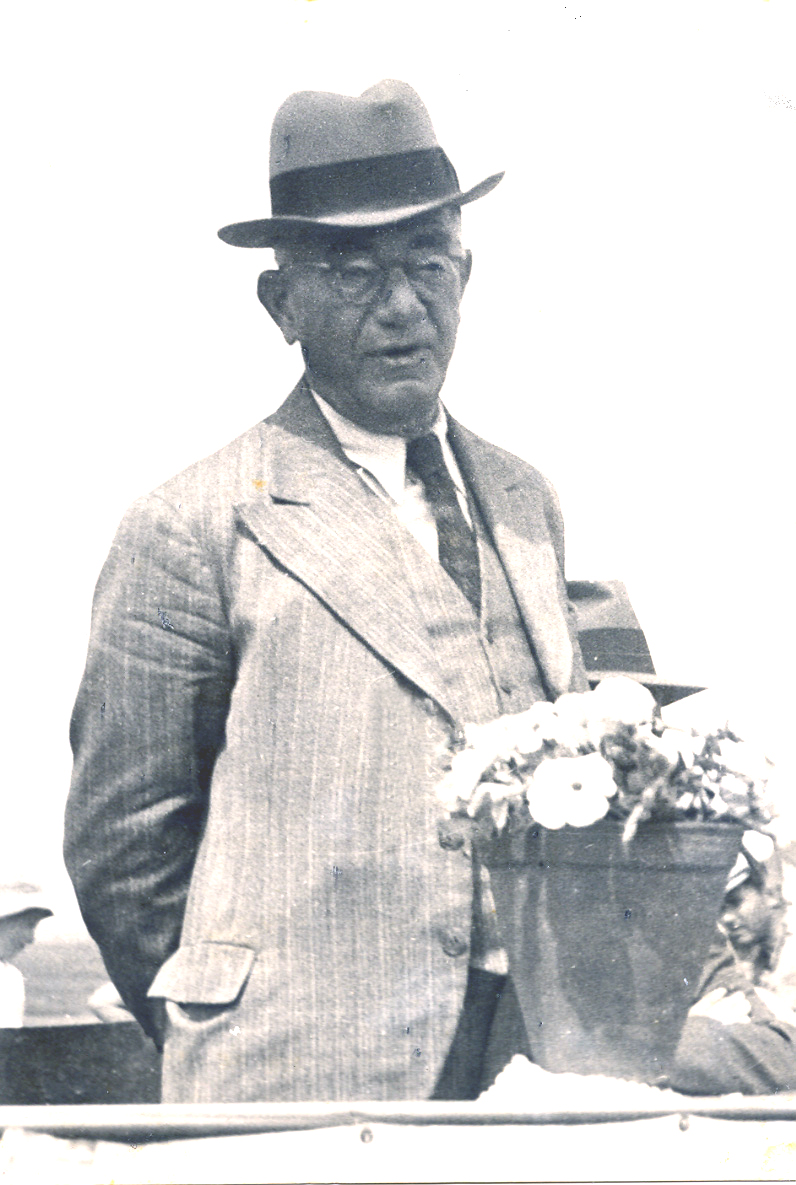
Arthur Ruppin

Arthur Ruppin (hebräisch אַרְתוּר שִׁמְעוֹן רוּפִּין Artūr Schimʿōn Rūppīn; geb. 1. März 1876 in Rawitsch, Deutsches Reich; gest. 1. Januar 1943 in Jerusalem) war jüdischer Soziologe, Zionist und einer der Wegbereiter der Gründung der Stadt Tel Aviv (Achusat Bajit). Ruppin exponierte sich als ein Verfechter der Rassentheorie. Häufig wird er der Vater der zionistischen Siedlungsbewegung genannt.

## Leben
Arthur Ruppin war ein Sohn des Albert Ruppin und der Cäcilie Bork. Den Vornamen des gemeinsamen Großvaters Schimʿon Ruppin erhielt Arthur Ruppin bei seiner Brit Milah als seinen jüdischen Vornamen. Ab 1886 lebte Ruppin mit seiner Familie in Magdeburg, wo er seine Jugendjahre verbrachte und auch die beiden jüngsten seiner sechs Geschwister zur Welt kamen. Seine Eltern betrieben einen Kleinwarenhandel. Sein Bruder Siegfried Ruppin (1880–1947) wurde Lebensmittelgroßhändler und musste emigrieren, sein Bruder Kurt Ruppin (1894–1978) wurde später Ministerialbeamter in Israel.
Ruppin besuchte zunächst das König Wilhelms-Gymnasium, musste dies jedoch aus wirtschaftlichen Gründen vorzeitig verlassen. 1896 legte er sein Abitur am Domgymnasium als extraneus ab. Er studierte dann Volkswirtschaftslehre und Jura in Berlin und Halle. 1903 und 1904 war er als Referendar zunächst bei der Staatsanwaltschaft und später am Landgericht Magdeburg tätig. In dieser Zeit begründete er einen jüdischen Referendarstammtisch, der sich regelmäßig in Magdeburg im Café Dom traf. Zu diesem Kreis gehörten auch der später in Berlin als Rechtsanwalt tätige Michael Meyer und Ernst Merzbach. 1903 erhielt Ruppin den renommierten Haeckel-Preis für seine Arbeit Darwinismus und Sozialwissenschaft. Noch in Magdeburg schrieb er an dem Buch Die Juden der Gegenwart. Von 1904 bis 1907 übernahm er die Leitung des von ihm gegründeten „Bureaus für Statistik der Juden“ in Berlin und gab auch dessen Zeitschrift heraus.
1908 machte Ruppin Alija. Er übernahm die Leitung des neu geschaffenen Palästinaamtes, der offiziellen Vertretung der Zionistischen Weltorganisation, in Jaffa, das am 1. April 1908 eröffnete; ihm als Stellvertreter zur Seite stand Jacob Thon (Ja'acov Tahun, יעקב טהון). Auf Ruppins Unterstützung geht unter anderem die Gründung der Stadt Tel Aviv zurück. Er gehörte zu den Befürwortern eines praktischen Zionismus und strebte eine jüdische Besiedlung Palästinas an. 1911 war er einer der ersten Zionisten, die einen „Transfer“ palästinensischer Araber vorschlugen. Er meinte damit eine Umsiedlung landenteigneter Bauern nach Nord- und Zentralsyrien. Das zionistische Leitungsgremium war gegen den Vorschlag, aus Angst vor Spannungen.
1920 gewann Ruppin den Frankfurter Architekten Richard Kauffmann für die Leitung des Planungsbüros der Zentralstelle für Besiedlungsangelegenheiten beim Palästinaamt, der den nördlichen Ausbau Tel Avivs und viele ländliche Siedlungen projektierte. 1925 war er Mitbegründer des Friedensbundes Brit Schalom, der an Juden und Araber appellierte, ihre nationalen Bestrebungen aufzugeben und ein binationales Gemeinwesen vorschlug, änderte aber nach dem Massaker von Hebron (1929) seine Meinung, verließ die Brit Shalom und forderte einen jüdischen Staat.
An der Hebräischen Universität Jerusalem übernahm er 1926 den Lehrstuhl für „Soziologie des Jahrhunderts“. In seinen soziologischen Arbeiten versuchte Ruppin, auf der Grundlage demografischer und empirisch-soziologischer Methoden antisemitische Vorurteile von einer jüdischen Dominanz bestimmter Berufszweige zu widerlegen. Er zeigte sich Gedanken der Eugenik gegenüber aufgeschlossen, forderte für die neue Besiedlung Palästinas eine „Auslese des Menschenmaterials“ und traf noch im August 1933, also nach der nationalsozialistischen Machtergreifung in Deutschland, mit Hans F. K. Günther in Jena zusammen. Die Anzusiedelnden sollten von besonderer „körperlicher, beruflicher und moralischer Beschaffenheit“ sein. Er beteiligte sich auch intensiv an der Entwicklung neuer Formen des sozialen Zusammenlebens, so insbesondere der Kibbuzbewegung.
Ruppin gilt als Begründer der Soziologie der Juden. Sein Wirken ist jedoch umstritten. Seine Äußerungen zur Eugenik trugen ihm den Vorwurf des Rassismus ein. Sein zuvor erwähntes Zusammentreffen mit dem Rassenideologen Günther ist Gegenstand von Dani Gals Film White City, „in dem der Künstler Berührungspunkte im Denken von Zionisten und Nationalsozialisten nachvollziehbar macht“. Was bei dieser Begegnung gesprochen wurde, „hat Gal aus Tagebucheinträgen Ruppins konstruiert“.

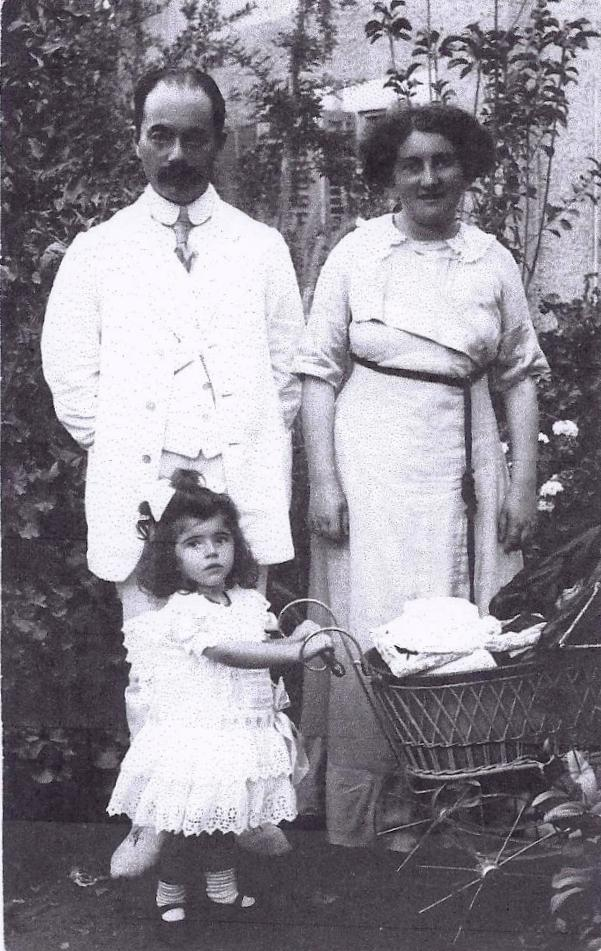
Arthur, Selma und Ruth Ruppin, 1911

## Familie
Ruppin war zweimal verheiratet. Seine erste Frau war Selma Schulammit Lewek (1873–1912) aus Strzelno, eine Cousine väterlicherseits. Sie war Musikerzieherin und hatte Operngesang in Berlin studiert. Sie heirateten im März 1908 in Berlin, bevor sie nach Jaffa zogen, wo er am 1. April des Jahres die Leitung des Palästinaamts antrat. Zur Geburt ihres ersten Kindes Ruth am 10. August 1909 reisten beide nach Berlin. Nach der schweren Geburt blieben Mutter und Tochter zur Erholung bis 1910 in Berlin, während Arthur Ruppin schon vor ihnen nach Jaffa zurückgekehrt war. Nach beider Rückkehr 1910 gründete Selma Ruppin in Jaffa die erste Musikschule europäischer Prägung im Heiligen Land.

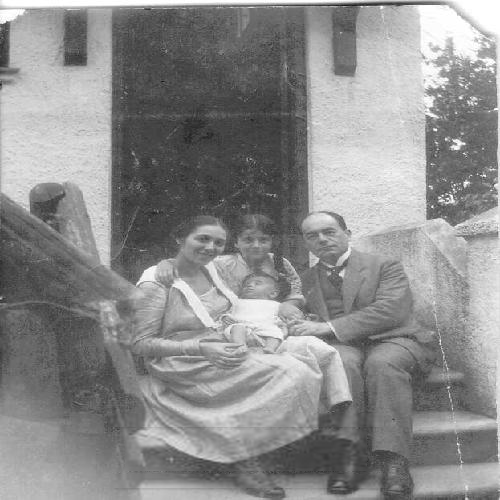
Channah, Ruth, Raphael und Arthur Ruppin, 1919

Selma Ruppin starb nach einer Totgeburt 1912 im Jerusalemer Krankenhaus Schaʿarei Zedeq an Blutvergiftung. Ihre Schule wurde nach ihrem Tode nach ihr in Bejt Sepher Schulammit la-Musika (hebräisch בֵּית סֵפֶר שׁוּלַמִּית לַמּוּזִיקָה ‚Schulammit-Schule für die Musik‘) umbenannt, die bis 1942 bestand. In Jerusalem hatte Selma Ruppin ein Zweiginstitut gegründet, das bis heute besteht. Das 1938 von einem Schüler der Schulammit-Schule gegründete Konservatorjon Ron, ein Konservatorium in Tel Aviv, erweiterte Selma Ruppins zu Ehren seinen Namen 1971 zu Konservatorjon Ron Schulammit.
Channah Kagan (Ханна Каган; 1892–1985) und Arthur Ruppin heirateten 1918 in Berlin. Als Deutscher war Ruppin den britischen Eroberern des Heiligen Landes feindlicher Ausländer und hatte daher das Land verlassen müssen, als die Briten es 1917 einnahmen. Beider Sohn kam 1919 noch in Berlin zur Welt. Ruppins vier Kinder waren:
- Ruth Peled (1909–1999), bekannte Kinderärztin in Tel Aviv und verheiratet mit Dov Belo Peled (geb. Pechthold; 1902–1976),[6]
- Raphael Ruppin (1919–2018), Fischer, Begründer des Fischerei-Moschavs Michmoret, UN-Entwicklungshelfer für Aquakultur in Äthiopien, Südafrika und Tansania, 1963–1965 erster Botschafter Israels in Tansania, Leiter der Fischereiabteilung der FAO, Schriftsteller,[9]
- Carmella Jadin (1921–1976), von 1941 bis zum Tode Gattin Jiggael Jadins,[10]
- Ajah Dinstein (1926–2009),[11] Feministin, 1970-1977 Präsidentin der WIZO,[12] von 1949 bis zum Tode Gattin Zvi Dinsteins.

## Ehrungen
Die Stadt Magdeburg hat die Arthur-Ruppin-Straße nach ihm benannt. Sie beschreibt die Südflanke der Grünen Zitadelle von Magdeburg, des letzten und größten Baukunstwerks des Künstlers Friedensreich Hundertwasser. Die Arthur-Ruppin-Straße mündet in die Haupteinkaufsstraße „Breiter Weg“ an der Stelle ein, an der vor dem Zweiten Weltkrieg das Haus der Familie Ruppin gestanden haben soll.
Die Stadt Haifa stiftete ihm zu Ehren einen Staatspreis (Ruppin-Preis). Preisträger waren u. a. 1949 die Schriftstellerin und Übersetzerin Leah Goldberg und 1952 der Philosoph, Zionist und Kafka-Freund Felix Weltsch.
Ihm zu Ehren trägt ein Kibbuz in Nord-Israel den Namen Kfar Ruppin.

## Werke (Auswahl)

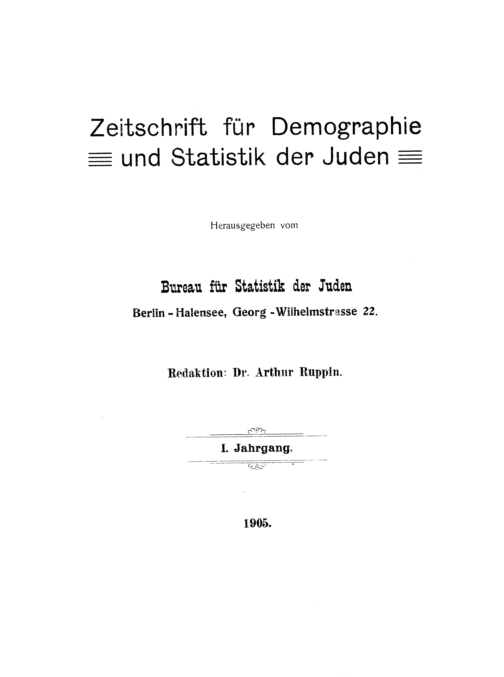
Ruppin 1905 als Redakteur

- 1903 Darwinismus und Sozialwissenschaft.
- 1904 Die Juden der Gegenwart. Zweite Auflage 1911.
- 1916 Syrien als Wirtschaftsgebiet. In: Der Tropenpflanzer; Beiheft 3/5. 1916. Berlin 1916, S. 179 - 555, urn:nbn:de:hebis:30:1-129200 (Digitale Sammlung Judaica der Universität Frankfurt [abgerufen am 5. Oktober 2014]).
- 1930/1931 Soziologie der Juden. Jüdischer Verlag, Berlin

Bd. 1. Die soziale Struktur der Juden. Nach Vorlesungen an d. Hebräischen Universität Jerusalem, 1930
Bd. 2. Der Kampf der Juden um ihre Zukunft.  Nach Vorlesgn an d. Hebräischen Univ.-Jerusalem. 1931
- Dreißig Jahre Aufbau in Palästina. Schocken Verlag (Berlin), 1937, abgerufen am 26. Dezember 2016.
- Verzeichnis der in den Digitalen Sammlungen der Universitätsbibliothek Frankfurt zugänglichen Schriften von Arthur Ruppin
- 1945 Erinnerungen. Hgg. von Schlomo Krolik, Tel Aviv.
- 1985 Briefe, Tagebücher, Erinnerungen – eine Veröffentlichung des Leo-Baeck-Instituts. Schlomo Krolik Hrsg., Nachwort von Alex Bein, Jüdischer Verlag Athenäum, Königstein im Taunus 1985, ISBN 3-7610-0368-4.
- Memoires, Diaries, Letters. Übersetzung ins Englische Karen Gershon. Einleitung Alexander Bein. London: Weidenfeld & Nicholson, 1971